# Ядвіга Софія Бранденбурзька
Ядвіга Софія Бранденбурзька (нім. Hedwig Sophie von Brandenburg, 14 липня 1623 — 26 червня 1683) — бранденбурзька принцеса з династії Гогенцоллернів, донька курфюрста Бранденбургу та герцога Пруссії Георга Вільгельма та пфальцької принцеси Єлизавети Шарлотти, дружина ландграфа Гессен-Касселю Вільгельма VI, матір королеви Данії та Норвегії Шарлотти Амалії.
Регентка ландграфства Гессен-Кассель у 1663—1677 роках. За словами літописця, «Правила дуже похвально».
У 1680—1683 роках мешкала у замку Вільгельмсбург у Шмалькальдені.

## Біографія

### Ранні роки
Народилась 14 липня 1623 року у Берліні. Була третьою дитиною та другою донькою в родині курфюрста Бранденбургу та герцога Пруссії Георга Вільгельма та його дружини Єлизавети Шарлотти Пфальцької. Мала старшу сестру Луїзу Шарлотту та брата Фрідріха Вільгельма. Менший брат Йоганн Сигізмунд помер немовлям.
Втратила батька у віці 17 років. Матір більше не одружувалася. Фрідріх Вільгельм, ставши новим правителем Бранденбургу та Пруссії, рішуче змінив політичний курс країни.
У січні 1646 року Ядвіга Софія була заручена із юним ландграфом Гессен-Касселю.

### Шлюб та регентство
Перед своїм 26-річчям принцеса взяла шлюб із 20-річним ландграфом Вільгельмом VI. Весілля пройшло 9 липня 1649 у Кельні-на-Шпреє. У подружжя з'явилося семеро дітей. Придворне життя у Касселі залишалося порівняно скромним і визначалося ощадливістю правителя та матеріальними труднощами після Тридцятирічної війни.

Портрет Ядвіги Софії, 1649

Вільгельм VI раптово помер молодим 16 липня 1663 року. Ядвіга Софія стала регенткою при їхньому синові Вільгельмові. Втім, юнак пішов з життя під час свого гранд-туру, і ландграфиня продовжила керування країною при середньому синові. Справлялася з державними справами успішно. У листі до сестри Луїзи Шарлотти, писала, що є «зайнятою, як миша, що народжує».
Правління Ядвіги Софії характеризувалося обережною зовнішньою політикою. Хоча молодша сестра Великого курфюрста протягом усього життя підтримувала тісний зв'язок із сім'єю і неодноразово зверталася до свого брата та його першого міністра Отто фон Шверіна за порадою та підтримкою, але в цілому проводила абсолютно незалежну політику. Так, ландграфині вдавалося зберігати військовий нейтралітет Гессен-Касселю до 1673 року. Через це, спочатку добрі, стосунки між братом і сестрою помітно погіршилися від 1672 року, оскільки регентка намагалася не допустити, аби її країна вплуталася у військові конфлікти брата зі Швецією та Францією, в той час як курфюрст чекав від сестри військ, пожертвувань та зимових квартир. Зрешою, згодом контингент Гессен-Касселю брав участь в імперській війні із Францією.

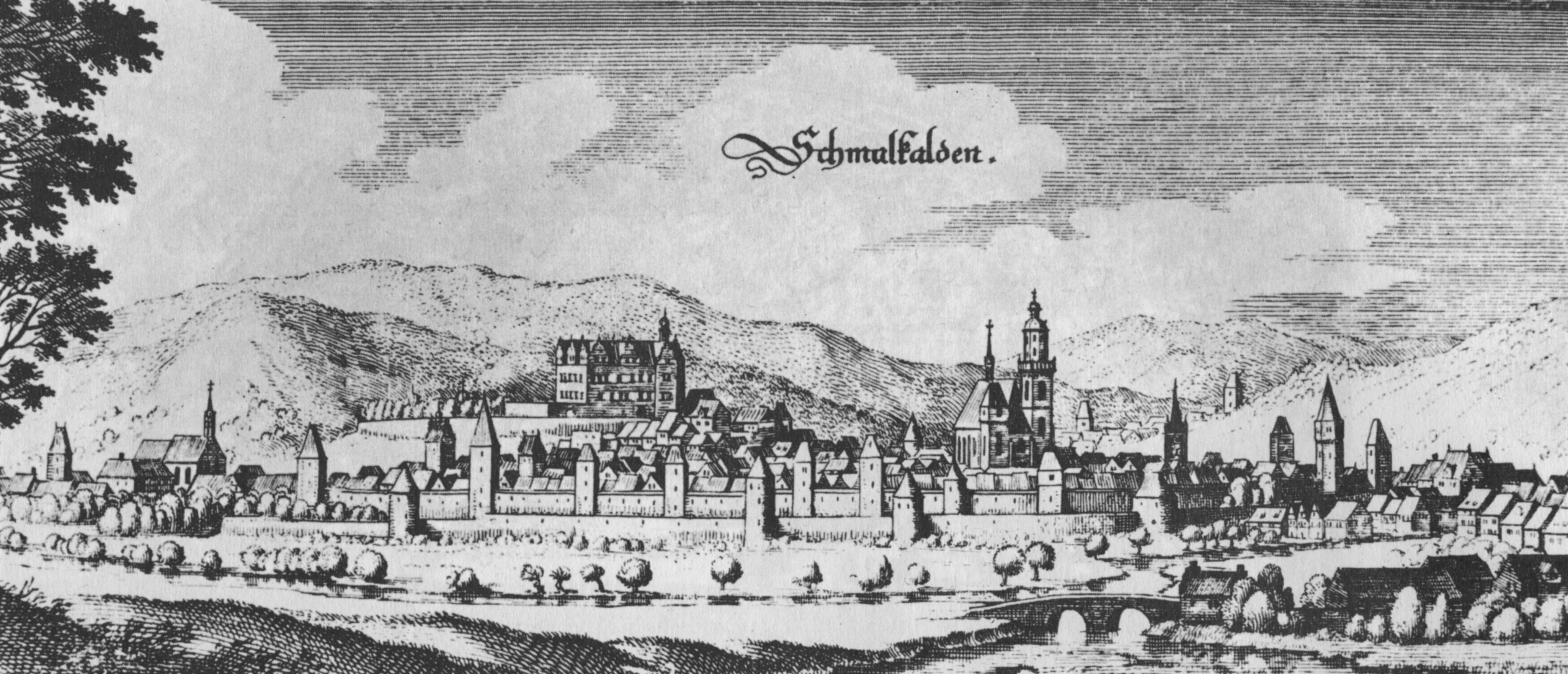
Шмалькальден на гравюрі

У внутрішній політиці ландграфиня змогла отримувати більш високі податки від станів, що дозволило збільшити армію, що була скорочена до мінімуму після Тридцятирічної війни. Місто Рінтельн було розширене, зведені бастіонні укріплення за голландським зразком, місту наданий гарнізон. Намагалася підтримувати реформатську общину.
У 1667—1670 роках при дворі ландграфині працював теолог Конрад Мел, який сприяв встановленню зв'язку між голландським пієтизмом та реформатським розумінням віри у Гессен-Касселі. Під час її правління проводилися також полювання на відьом.
У 1677 році передала владу в країні синові. У 1680 переїхала до своєї удовиної резиденції в Шмалькальдені.
Померла у Шмалькальдені 26 червня 1683 року. Була похована у другій князівській крипті церкви святого Мартіна у Касселі.

## Родина
Чоловік — Вільгельм VI, ландграф Гессен-Кассельський
Діти:
- Шарлотта Амалія (1650—1714) — дружина короля Данії та Норвегії Кристіана V, мала семеро дітей;
- Вільгельм (1651—1670) — наступний ландграф Гессен-Касселю у 1663—1670 роках, був заручений із принцесою Курляндії та Семигалії Марією Амалією Кеттлер, дітей не мав;
- Луїза (11 вересня—23 жовтня 1652) — прожила 1 місяць;
- Карл (1654—1730) — наступний ландграф Гессен-Касселю у 1670—1730 роках, був одружений із принцесою Курляндії та Семигалії Марією Амалією Кеттлер, мав численних законних і позашлюбних нащадків;
- Філіп (1655—1721) — ландграф Гессен-Філіпсталю у 1663—1721 роках, був одружений з графинею Катериною Амалією Зольмс-Лаубаською, мав восьмеро дітей;
- Георг (1658—1675) — одружений не був, дітей не мав;
- Єлизавета Генрієтта (1661—1683) — дружина курпринца Бранденбургу Фрідріха, мала єдину доньку.